# Liolaemus anomalus
Liolaemus anomalus — вид ігуаноподібних ящірок родини Liolaemidae. Ендемік Аргентини.

## Поширення і екологія
Liolaemus anomalus мешкають в провінціях Ла-Ріоха і Сан-Хуан. Вони живуть на сухих, солончакових рівнинах, слабо порослих рослинністю. Зустрічаються на висоті від 400 до 1400 м над рівнем моря. Живляться комахами, відкладають яйця.